# Belgische federale verkiezingen 2014/Kandidatenlijst/Vlaams Belang
Dit zijn de kandidatenlijsten van het Vlaams Belang bij de Belgische federale verkiezingen van 2014. De verkozenen staan vetgedrukt.

## Antwerpen

### Effectieven
1. Filip Dewinter
2. Marijke Dillen
3. Reccino Van Lommel
4. Isabelle Huysmans
5. Olivier Peeters
6. Annelore Mertens
7. Geert Smets
8. Mieke De Moor
9. Ingrid Van Wunsel
10. Ronny De Groof
11. Staf Wouters
12. Tamara Ceuppens
13. Glenn Gene
14. Sandy Neel
15. Johan Van Brusselen
16. Karin Møller
17. Agnes Salden
18. Dirk De Smedt
19. Gerda Seyen
20. Johan Verwerft
21. Leo Paessens
22. Marina Rothmayer
23. Melissa Van Hoydonck
24. Freddy Van Gaever

### Opvolgers
1. Jan Penris
2. Maria Creyelman-Spitael
3. Wim Walschaerts
4. Mariette Schroyens
5. Albrecht Cleymans
6. Veronique Limbourg
7. Jos Moeyersons
8. Jef Leffelaer
9. Christel Van Akeleyen
10. Eric Huijbrechts
11. Lutgard Van Craenenbroeck
12. Yolande Boudewijns
13. Stefan De Winter

## Brussel-Hoofdstad

### Effectieven
1. Hilde Roosens
2. Patrick Sessler
3. Stijn Hiers
4. Séra De Roover
5. Monique Dubois
6. Marc Bolen
7. Claudine Blommen
8. Jean Stalpaert
9. Veerle Van Branteghem
10. Christophe Vanbellinghen
11. Marcel De Backer
12. Danielle Cole
13. Dirk Verheirstraeten
14. Patricia Vatlet
15. Roeland Van Walleghem

### Opvolgers
1. Raymond Vandermassen
2. Micheline Grieten
3. Jean-Jacques Deroulez
4. Anne-Marie Stroobants
5. Jean Van Handenhoven
6. Eddy Van Calsteren
7. Christiane Geniets
8. Joséphine Deschuytter
9. Christiane Van Nieuwenhoven

## Henegouwen
In de kieskring Henegouwen komt het Vlaams Belang samen met Démocratie Nationale op onder de naam Faire place Nette.

### Effectieven
1. Frank Creyelman
2. Catherine François
3. Jean-François Goffart
4. Nancy Six
5. Georges Delongueville
6. Monique Van Genechten
7. Georges Hupin
8. Lutgarde Verboven
9. Beniti Bessemans
10. Nelly Maesen
11. Lodewijk Goovaerts
12. Marina Margriet
13. Paul Stulens
14. Annette Macken
15. Luc Bauweraerts
16. Christel Colman
17. Pieter Van Itterbeeck
18. Veroniek Dewinter

### Opvolgers
1. Willem Kluppels
2. Ann De Prins
3. Daniel De Keyser
4. Carina Hofmans
5. Joseph Verstraeten
6. Nadia Laamiri
7. Willy Van Kelst
8. Rita Cromphaut
9. Marco Santi
10. Françoise Cattelain

## Limburg

### Effectieven
1. Bert Schoofs
2. Daisy Dilissen
3. Danny Salden
4. Annita Ekelmans
5. Ewa Zielinska
6. Jan Jans
7. Anna Boey
8. Davy Snyders
9. Marina Herbots
10. Glen Guns
11. Melissa Lespoix
12. Leo Joosten

### Opvolgers
1. Brigitte De Jonge
2. Sam Marx
3. Didier Verbelen
4. Monique Vananderoye
5. Pierre Hendrikx
6. Gil Jeurissen
7. Lowie Tielens

## Oost-Vlaanderen

### Effectieven
1. Barbara Pas
2. Johan Deckmyn
3. Steve Herman
4. Sylvia Rombaut
5. Sabrina Dessein
6. Freyja De Rijcke
7. Dirk Deschaumes
8. Femke D'Hondt
9. Peggy Patyn
10. Roland Pannecoucke
11. André Buyl
12. Cindy Degowie
13. Roger Podevijn
14. Etienne Vlaminck
15. Bart Van Dort
16. Christel De Bruecker
17. Gabi De Boever
18. Anne-Marie Callebaut
19. Leo Van Der Vorst
20. Olaf Evrard

### Opvolgers
1. Steven Creyelman
2. Michèlle Redele
3. Davy Van Nieuwenhove
4. Karolien Impens
5. Kristof Hebbrecht
6. Alexandra Remory
7. Johan Daman
8. Irene Morel
9. Gilberte Geers
10. Joris Vercammen
11. Paul Beheyt

## Vlaams-Brabant

### Effectieven
1. Philip Claeys
2. Evy Van Aerschot
3. Hagen Goyvaerts
4. Vicky Aerts
5. Dries Devillé
6. Alain Verschaeren
7. Suzy Jacobs
8. Patrick Van Den Bosch
9. Rebecca Bellen
10. Anja Bury
11. Laurent Houllez
12. Marie Verdoodt
13. Luc Van Holle
14. Patricia Malaise
15. Willy Smout

### Opvolgers
1. Joris De Vriendt
2. Inge Moysons
3. Joël Dereze
4. Jörgen Noens
5. Wiske Van Walleghem-Boonen
6. Jurgen Ghoos
7. Margriet Webers
8. Greta Thomas
9. Johny Van Stiphout

## West-Vlaanderen
1. Peter Logghe
2. Dominiek Spinnewyn-Sneppe
3. Katty Tournoij
4. Leo De Waele
5. Martine Decanniere
6. Georg Barbary
7. Johan Sanders
8. Mireille Jaegers-Demonie
9. Kurt Malysse
10. Rik Vandenabeele
11. Dorianne De Wiest
12. Angelique Masquelin
13. Marc Cottenier
14. Johan Desender
15. Ann Ameele
16. Agnes Bruyninckx-Vandenhoudt

### Opvolgers
1. Yves Buysse
2. Isa Verschaete
3. Stijn Vanhaverbeke
4. Frieda Verougstraete-Deschacht
5. Andy Deruyter
6. Annie Sintubin
7. Godelieve Adang
8. Filip Buyse
9. Herman Vandenberghe